# Giuseppe Cosenza

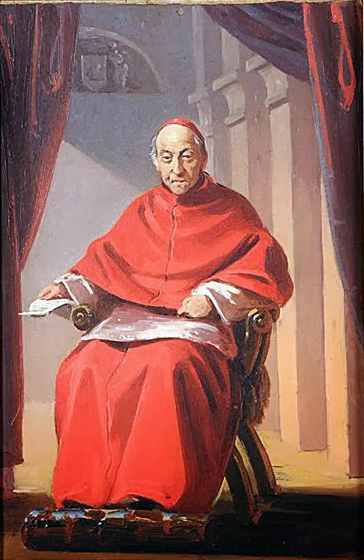
Giuseppe Kardinal Cosenza (Gemälde von Michele De Napoli, 1855/56)

Giuseppe Cosenza (* 20. Februar 1788 in Neapel; † 30. März 1863 in Capua) war Erzbischof von Capua und Kardinal.

## Leben
Cosenza stammte aus einer neapolitanischen Adelsfamilie. Er studierte in seiner Heimatstadt Theologie und empfing am 14. März 1812 die Priesterweihe. Er unterrichtete später Theologie, Dogmatik und Hebräisch im Erzbistum Neapel.
Papst Gregor XVI. ernannte Cosenza am 21. März 1832 zum Bischof von Andria. Die Bischofsweihe erhielt er am 8. Juli desselben Jahres durch Kardinal Giovanni Francesco Falzacappa. Im September 1850 ernannte ihn Papst Pius IX. zum Erzbischof von Capua und nahm ihn im Konsistorium vom 30. September des Jahres ins Kardinalskollegium auf. Ihm wurde die Titelkirche Santa Maria in Traspontina zugewiesen. Er wurde als Großkreuzritter in den Januariusorden aufgenommen. Kardinal Cosenza starb 1863 mit 75 Jahren und wurde im Dom von Capua beigesetzt. Nach seinem Tod herrschte eine achtjährige Sedisvakanz im Erzbistum Capua, die erst durch die Ernennung von Francesco Saverio Apuzzo, ein Cousin von Kardinal Cosenza, 1871 ein Ende fand.